# Benzimidazol
Benzimidazól je biciklična spojina iz benzena in imidazola. V naravi se nahaja kot del vitamina B12, in sicer kot N-ribozil-dimetilbenzimidazol, na katerega se veže kobalt.

## Sinteza
Benzimidazol običajno sintezno pridobijo s kondenzacijo o-fenilenediamina z mravljično kislino ali trimetil ortoformatom:
C6H4(NH2)2  +  HC(OCH3)3 →  C6H4N(NH)CH  +  3 CH3OH
Z uporabo drugih karboksilnih kislin v sintezi nastanejo različni derivati benzimidazola, substituirani na mestu 2.

## Uporaba
V svoji strukturi vsebujejo benzimidazol različni antihelmintiki (zdravila proti črevesnim zajedavcem), na primer albendazol in mebendazol. Benzimidazol izkazuje tudi fungicidno delovanje, saj se veže na mikrotubule v glivnih celicah in prepreči rast hif. Z vezavo na mikrotubule delitvenega vretena prepreči tudi delitev celičnega jedra glivnih celic.